# Partido Liberal Constitucionalista (México)
El Partido Liberal Constitucionalista (PLC) fue un partido político en México que existió desde 1916 hasta 1924.

## Fundación
En la Casa de los Azulejos, en la Ciudad de México, se constituye el Partido Liberal Constitucionalista. Producto de una serie de reuniones en las que tomaron parte, entre otros, los generales Pablo González Garza, Álvaro Obregón, Cándido Aguilar, Alejo González, Cesáreo Castro, Benjamín Hill y Eduardo Hay, además de los abogados Jesús Urueta, José Inocente Lugo, Manuel García Vigil y Eduardo Neri, la nueva organización se ostentaba como defensora de la corriente maderista, y nombró como su candidato presidencial a Venustiano Carranza.

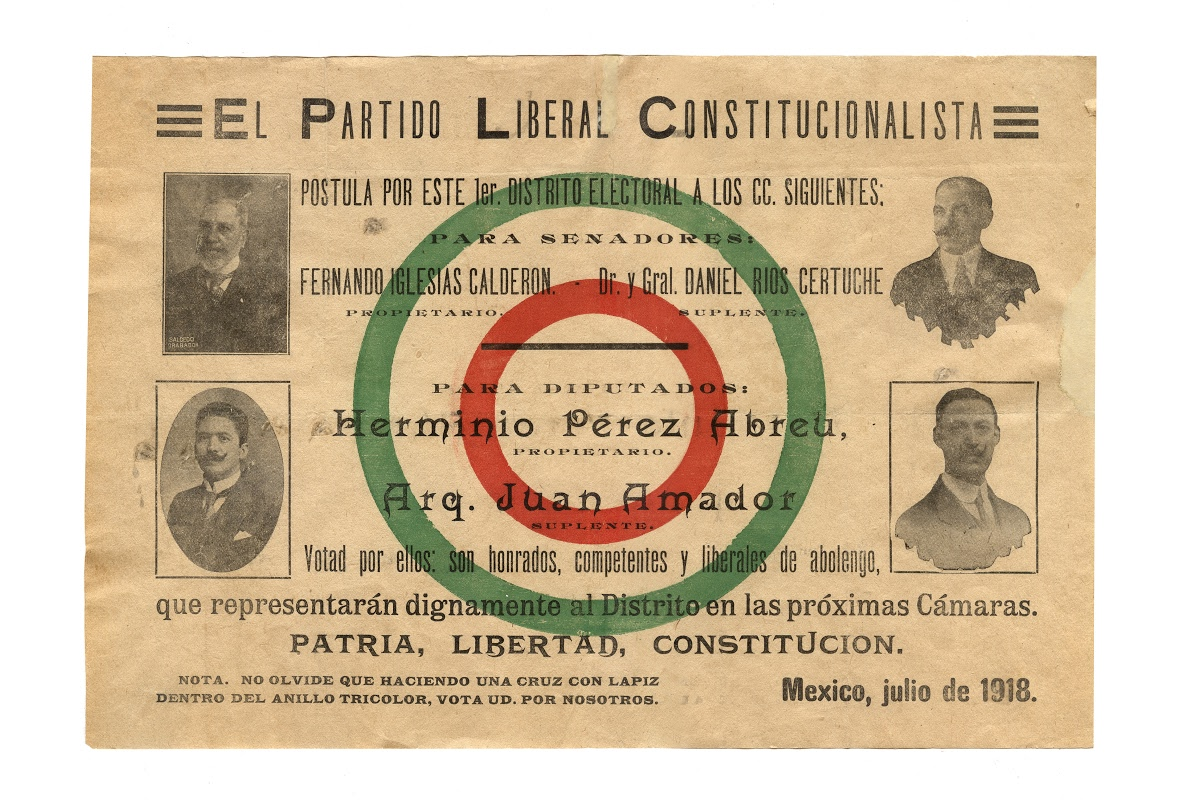
Cartel propagandístico del PLC en 1918

## Candidatura presidencial de Carranza
En el Congreso Constituyente, los miembros del PLC apoyan las ideas de Obregón, por lo que se verán marginados por Carranza al integrar su gabinete.
En ocasión de las elecciones de 1918, el PLC presentará un programa que en el aspecto político destaca su propuesta de establecer un régimen parlamentario de gobierno. Al integrarse el Congreso, será severamente atacado por los elementos carrancistas.
Al llegar la coyuntura electoral de 1920, y pese al inicial desprecio mostrado por Álvaro Obregón, en agosto de 1919, en el Teatro Colón de la Ciudad de México, el PLC postulará la candidatura presidencial del manco de Celaya.
Al triunfar Obregón, integró a varios miembros del PLC a su gabinete: Benjamín Hill, secretario de Marina y Guerra; Rafael Zubarán Capmany, secretario de Industria, Comercio y Trabajo; Antonio I. Villarreal, secretario de Agricultura y Fomento; Cutberto Hidalgo, secretario de Relaciones Exteriores; Amado Aguirre, secretario de Comunicaciones, y Eduardo Neri, Procuraduría General de la República. No sólo ello: tendrá un numeroso grupo de representantes en el Congreso de la Unión.

## Vida política del PLC
Entre 1920 y 1922 el PLC será el principal partido político mexicano: acaparará la mayor parte de las secretarías de Estado y de los asientos en el Congreso de la Unión. Sin embargo, dos hechos marcarán su declive: la muerte del general Benjamín Hill y la presentación, en diciembre de 1921, de un proyecto de reforma constitucional para instaurar un régimen parlamentario: de esa forma se permitiría que junto al Presidente de la República, hubiera un primer ministro y un gabinete designado por el Congreso. Los secretarios de Estado se nombrarían de una terna que el presidente enviaría al Parlamento.
Esa propuesta sellará el fin del PLC, ya que Obregón, hombre adicto al poder, no permitirá nunca que tal propuesta avance. Por el contrario, alentará la formación de la Confederación Nacional Revolucionaria, integrada por el Partido Nacional Cooperativista, el Partido Laborista Mexicano, el Partido Nacional Agrarista y el Partido Socialista del Sureste, la que arrancará de manos del PLC el control de la Comisión Permanente del Congreso de la Unión. Además, varios ministros pelecistas tendrán que presentar su renuncia, lo que indicará claramente la caída en desgracia del PLC.

## Desaparición del PLC
El choque con Obregón marcaría el fin de la existencia del PLC. Para la elección presidencial de 1924, varios de sus miembros dividieron sus apoyos entre Plutarco Elías Calles y Adolfo de la Huerta. Pero el partido ya estaba liquidado.

## Presidentes de México por el PLC
- 1917-1920 Venustiano Carranza
- 1920 Adolfo de la Huerta (Presidente emanado por el Plan de Agua Prieta)